# Bonnier

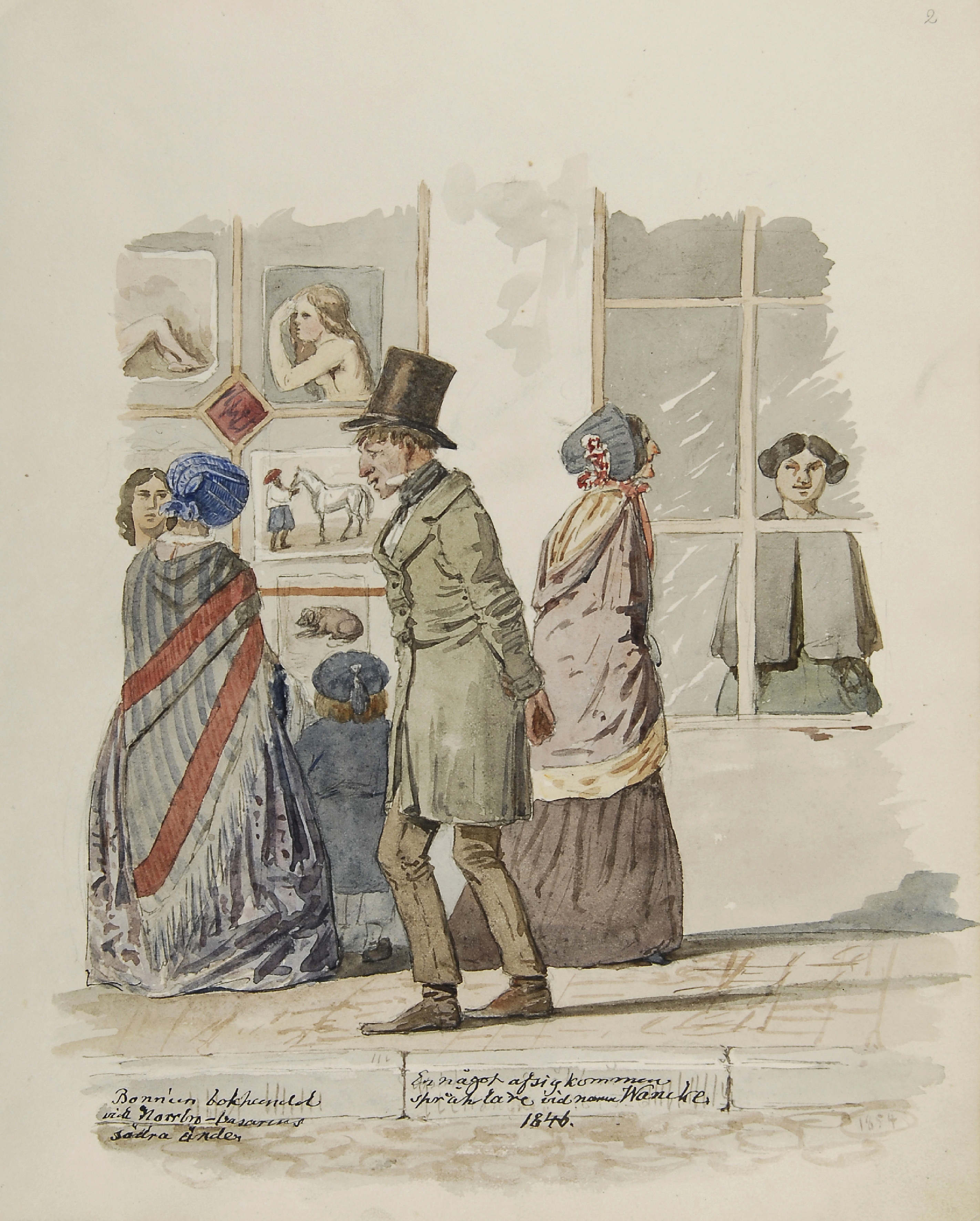
Bonniers Buchladen zur Hälfte des 19. Jahrhunderts am Norrbrobasaren, Aquarell von Carl Johan Alfred Skogman, 1854

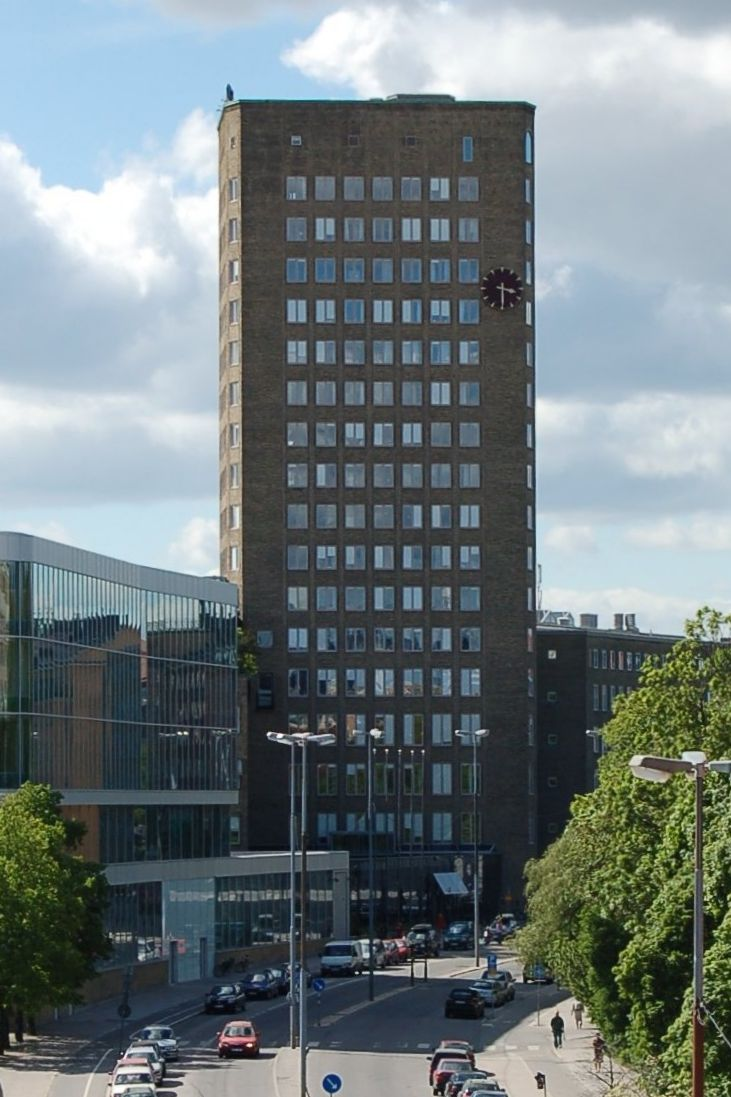
Bonnier-Hochhaus in Stockholm, links davon die 2006 eröffnete Bonniers Konsthall

Die Bonnier AB ist ein internationales Medienunternehmen mit Sitz in Stockholm. Den Schwerpunkt des Unternehmens bilden Buch- und Zeitschriftenverlage. Außerdem besitzt der Konzern Beteiligungen an Fernsehkanälen (z. B. TV4) und Filmgesellschaften (z. B. Svensk Filmindustri). Insgesamt sind dem Konzern 175 Unternehmen in 17 Ländern zugehörig (Stand 2010).

## Geschichte
Gerhard Bonnier wurde in Dresden 1778 als Gutkind Hirschel geboren und wanderte 1802 nach Kopenhagen aus. Dort änderte er seinen Namen in Bonnier und war ab 1804 zunächst Buchhändler, dann Verleger.
Sein Sohn Adolf war ab 1827 in Göteborg als Buchhändler tätig. Zwei Jahre später zog er nach Stockholm. Dort eröffnete er einen Verlag und gab als erstes Buch 1832 die schwedische Übersetzung von Christoph von Schmids Heinrich von Eichenfels heraus.
Sein jüngerer Sohn Albert Bonnier zog ebenfalls nach Stockholm und arbeitete von 1839 bis 1865 mit seinem Bruder zusammen. Zudem begründete er 1837 ein Förlagsbyrå, das ab 1858 als Albert Bonniers Förlag firmierte, dessen erstes Erzeugnis das satirische Pamphlet Bevis att Napoleon aldrig har existerat von Jean-Baptiste Pérès war. Es handelte sich hierbei um die schwedische Übersetzung der deutschen Ausgabe. 1856 erwarb er die Hörbergska boktryckeriet, eine Druckerei in Riddarholmen. 1865 zog diese wie auch der Verlag in die Mäster Samuelsgatan Nr. 19 (damals hieß die Straße noch Ålandsgatan). Von 1877 bis 1887 war Albert Bonnier Präsident der Svenska bokförläggareföreningen, der er bereits 1844 kurz nach ihrer Gründung beigetreten war.
Alberts Sohn Karl Otto Bonnier (1856–1941) war ab 1886 Teilhaber des Unternehmens, 1900 übernahm er es zur Gänze. Er verlegte unter anderem August Strindberg, Verner von Heidenstam, Gustaf Fröding, Selma Lagerlöf und Hjalmar Söderberg. Er machte Bonniers damit zum führenden Literaturverlag Schwedens.
Der jüngste Sohn Gerhard Bonniers, David Felix Bonnier (1822–1881) übernahm 1842 den Familien-Buchladen in Göteborg und gründete ein Jahr darauf einen eigenen Verlag. Ab 1859 gab er die Tageszeitung Göteborgs-Posten heraus. Diese gehört aber mittlerweile zur Stampen Group.
Astrid Lindgren bot 1944 das Manuskript von Pippi Langstrumpf an, wurde aber bei Bonnier abgelehnt.
Das Medienunternehmen ist bis heute im Familienbesitz und wird in der Form einer Aktiengesellschaft geführt, Vorstandsvorsitzender ist seit Januar 2008 Jonas Bonnier (* 1963).
Das Bonnier-Hochhaus in der Stockholmer Innenstadt wurde nach den Entwürfen der Architekten Ivar Tengbom und dessen Sohn Anders Tengbom gebaut und 1946 eingeweiht. Daneben wurde im Herbst 2006 die Bonniers Konsthall für zeitgenössische Kunst in Stockholm eröffnet.

## Branchen

### Bücher
- Bonnierförlagen
- Bonnier Media Deutschland, 1993 gegründet
- Bonnier Publishing
- Cappelen Damm, norwegischer Verlag, 1829 gegründet, Bonnier hat seit 1987 Aktienmehrheit[8]
- Tammi Publishers, der drittgrößte Buchverlag Finnlands,[9] 1943 gegründet, 1996 von Bonnier gekauft[10]
- Pocket Shop, eine 1989 gegründete Buchhandelskette mit 25 Filialen, 2012 von Bonnier erworben
- BookBeat, 2015 gegründetes Tochterunternehmen, Streaming-Dienstleister für Hörspiele und Hörbücher

### Zeitungen und Zeitschriften
- Bold Printing Group
- Bonnier Business Press International
- Bonnier Corporation
- Bonnier Publications
- Bonnier Tidskrifter, zu denen auch Teknikens Värld gehört
- Dagbladet Børsen
- Dagens Industri
- Dagens Nyheter
- Expressen
- SDS-koncernen
- Wirtschaftsblatt Verslo žinios, Litauen

### Fernsehen
- MTV Media
- TV4

### Unterhaltung
- SF Consumer Entertainment
- Svensk Filmindustri

### Websites
Die Websites gehören zur Sparte Bonnier Digital, deren CEO Casten Almqvist (* 1962) ist.
- Bink, wurde Anfang 2010 gegründet, hat seinen Sitz in Stockholm und ist im Bereich Internetwerbung aktiv[11]
- Brickmark wurde im September 2010 gegründet und hat seinen Sitz in Stockholm[12]

Zu Bonnier Business Press:
- Deutsche Wirtschafts Nachrichten

## Publikationen der Bonnier-Gruppe
Heute gehören etwa 150 Unternehmen zum Bonnier-Konzern, in Schweden die Tageszeitungen Dagens Nyheter, Expressen und Sydsvenskan. In Deutschland ist die Bonnier-Gruppe eine der vier großen Buchverlagsgruppen (neben Verlagsgruppe Weltbild, Verlagsgruppe Georg von Holtzbrinck und Verlagsgruppe Random House/Bertelsmann). Das National Geographic Magazine wird durch Bonnier für alle skandinavischen Länder herausgegeben.

### Lexika
Der Bonnier-Verlag gab verschiedene Lexika heraus. Eines der ersten schwedischsprachigen überhaupt war das vierbändige Konversations- och universallexikon. Allmän ordbok för alla samhällsklasser, das von 1856 bis 1866 erschien. Ihm folgte 1922 bis 1929 das Bonniers Konversationslexikon. Das Werk hatte 12 Bände und die Hauptredakteure waren Yngve Lorents und Gotthard Johansson. 1937 bis 1949 erschien eine Neuauflage, diesmal in 14 Bänden unter der Leitung von Axel Elvin. Es bildete die Grundlage für das 1961 bis 1967 mit circa 110.000 Lemmata in 15 Bänden erschienene Bonniers Lexikon. Verantwortlich hierfür zeichnete Uno Dalén.

### Verlage in Deutschland
1993 kaufte Bonnier erstmals deutsche Verlage – es handelte sich hierbei um arsEdition, Carlsen und Piper. Gemeinsam mit den später erworbenen Verlagen Malik, Pendo, Econ, List, Ullstein, Thienemann, sowie der Münchner Verlagsgruppe gehören sie heute zur Bonnier Media Deutschland mit Sitz in München.
Außerdem hält der Bonnier-Konzern dreißig Prozent von Bisnode, einem großen europäischen Anbieter von Wirtschaftsinformationen. Bisnode entstand 2005 aus dem Zusammenschluss von Bonnier Business Information, zu welchem Hoppenstedt und Dun & Bradstreet gehört, und Infodata.
Seit dem Februar 2015 ist Bonnier auch im Bereich Presse in Deutschland aktiv mit der Übernahme von 51 % an der BF Blogform Social Media durch die internationale Tochtergesellschaft Bonnier Business Press. Die bekannteste Marke von Blogform ist Deutsche Wirtschafts Nachrichten (DWN).